# Tapiola Sinfonietta
Le Tapiola Sinfonietta, également appelé en finnois Espoon Kaupunginorkesteri, est un orchestre symphonique finlandais, fondé en 1987, en résidence au centre culturel d'Espoo en Finlande.

## Directeurs
- Jorma Panula
- Osmo Vänskä
- Jean-Jacques Kantorow (1993-)
- Pekka Kuusisto
- Stefan Asbury

## Discographie sélective
- Nicolas Bacri : Sturm und Drang, dirigé par Jean-Jacques Kantorow, chez BIS (2009)
- Carl Maria von Weber : Symphonies, Works for Bassoon & Orchestra, dirigés par Jean-Jacques Kantorow, chez BIS (2009)
- Ludwig van Beethoven : Piano Concerto No. 4 & 5, avec Olli Mustonen, au piano chez Ondine (2009)
- Camille Saint-Saëns : Complete piano concertos, Rhapsodie d'Auvergne, Africa, Wedding Cake, Allegro appassionato, Alexandre Kantorow, piano, direction Jean-Jacques Kantorow. 2 CD Bis 2021/2022. Diapason d’or